# ایستگاه قطار شهری باب‌الجواد
ایستگاه قطار شهری باب‌الجواد یکی از ایستگاه‌های خط ۳ قطار شهری مشهد است که در محدوده میدان بیت‌المقدس (فلکه آب) و خیابان اندرزگو (خسروی نو) و نزدیک ورودی باب الجواد حرم امام رضا واقع شده است. این ایستگاه با هدف تسهیل دسترسی زائران و مجاوران به حرم مطهر، طراحی شد و در ۱۵ اردیبهشت ۱۴۰۴ به بهره‌برداری رسید.
خطوط اتوبوس متعددی از اطراف این ایستگاه عبور می‌کنند که ارتباط میان مناطق مختلف شهر و این ایستگاه را ممکن می‌سازند.